# Боара
Боара (итал. Boara) је насеље у Италији у округу Ферара, региону Емилија-Ромања.
Према процени из 2011. у насељу је живело 902 становника. Насеље се налази на надморској висини од 6 м.